# Ihar Stasiewicz
Ihar Stasiewicz (biał. Ігар Стасевіч, ros. Игорь Стасевич, Igor Stasiewicz; ur. 21 października 1985 w Borysowie) – białoruski piłkarz grający na pozycji pomocnika, reprezentant Białorusi. Od 2016 występuje w BATE Borysów.

## Kariera klubowa
| Sezon | Klub                 | Kraj     | Rozgrywki        | Mecze | Bramki |
| ----- | -------------------- | -------- | ---------------- | ----- | ------ |
| 2004  | BATE Borysów         | Białoruś | Wyszejszaja liha | 6     | 0      |
| 2005  | BATE Borysów         | Białoruś | Wyszejszaja liha | 14    | 1      |
| 2006  | BATE Borysów         | Białoruś | Wyszejszaja liha | 24    | 2      |
| 2007  | BATE Borysów         | Białoruś | Wyszejszaja liha | 21    | 1      |
| 2008  | BATE Borysów         | Białoruś | Wyszejszaja liha | 23    | 2      |
| 2009  | BATE Borysów         | Białoruś | Wyszejszaja liha | 19    | 1      |
| 2010  | BATE Borysów         | Białoruś | Wyszejszaja liha | 11    | 1      |
| 2010  | Wołga Niżny Nowogród | Rosja    | Pierwyj diwizion | 6     | 0      |
| 2011  | FK Homel             | Białoruś | Wyszejszaja liha | 32    | 5      |
| 2012  | Dynama Mińsk         | Białoruś | Wyszejszaja liha | 27    | 3      |
| 2013  | Dynama Mińsk         | Białoruś | Wyszejszaja liha | 27    | 3      |
| 2014  | Dynama Mińsk         | Białoruś | Wyszejszaja liha | 31    | 8      |
| 2015  | BATE Borysów         | Białoruś | Wyszejszaja liha | 22    | 6      |
| 2016  | BATE Borysów         | Białoruś | Wyszejszaja liha | 26    | 6      |